# カシデート・ウェータヤーウォン
カシデート・ウェータヤーウォン（英: Kasidech Wettayawong、タイ語: กษิดิ์เดช เวทยาวงศ์、1994年1月21日 - ）は、タイ出身のサッカー選手。タイ・プレミアリーグ・パタヤ・ユナイテッドFC所属。タイ代表。ポジションはミッドフィールダー。

## 来歴

### クラブ
2011年、ムアントン・ユナイテッドFCのトップチームに昇格した。

## 所属クラブ
ユース経歴
- 2009年 - 2010年  ムアントン・ユナイテッドFC

プロ経歴
- 2011年 - 2016年  ムアントン・ユナイテッドFC
  - 2016年  ナコーンラーチャシーマーFC（loan）
- 2017年 -  BECテロ・サーサナFC
  - 2017年 -  パタヤ・ユナイテッドFC（loan）

## タイトル

### クラブ
ムアントン・ユナイテッドFC
- タイ・プレミアリーグ：1回 (2012)

### 代表
U-19タイ代表
- AFF U-19ユース選手権：1回 (2011)